# Icelus euryops
Icelus euryops är en fiskart som beskrevs av Bean, 1890. Icelus euryops ingår i släktet Icelus och familjen simpor. Inga underarter finns listade i Catalogue of Life.